# 李人林
李人林（1914年7月—1995年3月24日），湖北省天门县渔薪区（今黄潭镇）么屋台村人。中国人民解放军开国少将。

## 生平
六岁时父亲病故，母亲吴先英（1876-1932）抚养4个子女成人。大革命时期，吴先英任区妇女协会主席；红军时期组织妇女支前，抢救护理红军伤病员；1932年6月被清乡团捉住活活打死。大哥李人敏参加地下党，在沔阳毛嘴与出嫁的大姐一起被捕后杀害。二哥李人慧任徐南乡农会主席兼徐南乡组织委员（今黄潭镇徐南村），随红军转战沔阳新沟嘴一带战斗中牺牲。
1931年1月，李人林参加天汉县红军游击队。1931年7月入团。1932年春在汈汊湖作战负伤，伤愈归队后任天汉红军游击大队通讯员。1932年9月编入贺炳炎襄北独立团特务排，后随部编入红三军第八师二十二团四连当战士。随部转战鄂西北和湘鄂川黔地区。1934年3月转党，随部队编入红三军七师十九团历任战士、班长、副排长、排长、副连长、红二军团四师十团连长和连指导员。在围攻龙山县城战斗中负伤被俘，被转往湖南沅陵和常德等地医院。伤好后，逃跑出来几经辗转，在崇阳县以南找到湘鄂赣红十六师谭启龙傅秋涛部。1937年5月，在掩护主力转移的战斗中右脚负伤掉队，被捕判刑五年另六个月。
抗日战争爆发后，李人林给贺龙写信求助。八路军武汉办事处把李人林保释出狱。1937年赴延安抗日军政大学学习。1938年3月29日延安抗大第三期毕业。1939年6月与十几名红军干部从延安出发，经西安八办、洛阳八办、确山县竹沟中原局驻地，被中原局分配到新四军豫鄂独立游击支队（支队司令员李先念驻京山县大山头的马家冲）任“应抗”游击大队政委。不久调任第四团队团长，与天汉特委书记雍文涛开辟襄北天汉湖区，借了三团队的第二大队为基干力量。1939年8月罗通任第四团队政委。后调任第九团政委（团长吴林焕）。1940年初建立天汉地委，兼任地委军事部长。并以天汉湖区为依托，开辟了天东、天西抗日根据地。1941年1月任豫鄂挺进纵队第三团政委、新四军五师13旅38团政委。
1942年夏秋，调任第十五旅暨第三（襄河）军分区参谋长（地委书记兼分区政委张执一）。1943年3月，率新四军第五师第十五旅第四十五团一个营，与第十五旅政治部主任刘放在襄南的西部开辟立足点，进入江（陵）潜（江）边区，重返洪湖老区。1943年4月成立襄南工委和指挥部，任指挥长，刘放任襄南工委书记，建立江陵县抗日民主政府。1943年9月，襄河地委和第十五旅主力进入襄南，建立了襄南中心县委（兼任中心县委书记）和6个县级党政军组织。1943年11月，率军分区张（泽生）杨（震东）江南挺进支队从小河口渡长江南下，建立了石（首）公（安）华（容）抗日根据地与石公华县委。1944年11月，襄河地委分为襄南、襄北两个地委后，调任襄北（第五）军分区参谋长，肃清匪患，保证襄河南北到大悟山五师驻地交通安全，巩固襄北襄西到天汉的交通线。
抗战胜利后，调任鄂中地委书记兼鄂中军分区（原第二军分区）政委（司令员蔡斯烈），升任江汉军区（驻安陆县桑树店）副政委。1946年7月1日江汉军区开始突围，7月6日过了襄河后，与刘子厚率江汉军区警卫团与地方干部团作为江汉军区部队西征的南翼行动。江汉军区部队7月18日到达房县，7月22日到达竹山县，向川鄂省界西进途中接到中央电示：入川山口已被川军占领，江汉军区部队东返接应王树声的第一纵队。8月27日在房县西南上龛地区与中原突围南路军第一纵队会师。9月1日中共中央批准成立以王树声为首的鄂西北区党委、军区及4个军分区。任鄂西北军区第四军分区（荆当分区）司令员，政委刘子厚。1946年9月10日毛泽东复电同意中原局部署：“派李人林率电台乃一个相当大的部队去大洪山”“这样，鄂西、鄂中、陕南成犄角之势，牵制蒋军一大部分力量，协助华北、华中、西北粉碎国民党进攻，这是你们的伟大战略任务。”此时李人林的妻子正怀孕，行军不便,就把妻子送到老家，托人照管。受命以5个连的兵力（江汉军区第一团一营、三营共4个连、1个警卫排、1个手枪队、一部电台，共491人）组成中原军区江汉游击支队，任司令员兼政委，江汉一团团长钟春林任参谋长，9月22日从南漳县果贺坪出发，东渡襄河，重返大洪山、桐柏山，转战荆钟、京山和天门及京（山）应（城）随（县）边界地区转战4个月，歼敌逾千，牵制正规军3个旅（即整编66师199旅，整编72师新13旅、新15旅）及14个保安团、保安大队。1946年10月1日毛泽东在《三个月总结》一文中写：“在鄂东和鄂中均有部队坚持游击战争。这些都极大地援助了和正在继续援助着老解放区的作战，并将对今后长期战争起更大的作用。”10月16日夜，在信阳南的一个大山冲里，江汉支队与豫鄂游击支队汇合。12月1日，取消襄东独立团和豫鄂游击支队的番号，江汉支队整编，下辖两个大队，每大队两个连。原豫鄂游击支队编为第一大队，原江汉支队编为第二大队。李人林任支队长兼政委，钟春林任参谋长，宁淮任作战科长，夏夔任政工科长，牛德胜、郑怀远分任第一大队大队长、政委；李冠群、张波分任第二大队大队长、政委。江汉支队无法在桐柏山生存。1947年1月18日，在汉宜公路北侧下洋港附近，召开大队长以上干部会议，认为六个月的游击战争，江汉支队完成了中原局交给的任务，保存了自己，消灭了大量敌人，牵制了大量敌人，很好地配合了华北战场主力作战；现在鄂豫边区的形势十分不利，只有到江南去，方可保存实力，牵制更多敌人。1947年1月21日（农历三十）在江陵郝穴渡长江向武陵山区挺进，改称江南游击支队，辖4个中队，一路扫荡公安、松滋、石门、澧县、宜都等县8个国民党乡公所、4个保安队，牵制正规军三个旅和豫鄂湘三省保安团共4万之众。中共中央对李人林跃进江南敌深远后方的自主行动给予了高度评价，《解放日报》做了报道，在延安引起了强烈反响，一时间成为中原突围到达延安的干部战士和老延安的讨论的热点。1947年2月初鄂西北军区参谋长张才千率领鄂西北军区机关及警卫部队和原一旅第四团（原八路军冀鲁豫水西八团）1200余人渡江南下前，发电报给正在湘鄂边活动的李人林就渡江地点征求意见。李人林电复并抄报中央：“长江到处可渡，就看决心如何”。2月24日在五峰县西部的红鱼坪，张才千部与李人林的江南游击支队会师。根据中央指示，这两支队伍在红鱼坪整编为江南游击纵队，四团为四支队，李人林支队为一支队，共约一千六百余人。张才千任纵队司令员兼政委（布告上化名“张健”），李人林任副政委。1947年4月12日，中原局转发李人林关于开展游击战争半年来的工作报告，4月13日周恩来副主席阅电后，指示中央军委将此经验转发给坚持华东敌后斗争的领导人。1947年4月底，由于无根据地依托，江南进入梅雨季，山洪经常暴发，部队运动不便，张、李就下一步行动方向请示中央军委。中央军委电示，同意江南游击纵队回江北活动：“我们意见该部以保存为原则。目前鄂西、鄂中、鄂东、豫西、陕南、皖西广大地区敌正规军甚少，回旋余地甚大。必要时并可渡河与文汪部会合休整一时期。因此允许张李部北开，并联系与会合鄂西北、鄂中、陕南难于立足之部队，开往豫西，相机北渡为宜”。江南纵队从石门县北开，5月2日奔袭长江南岸渡口洋溪，连夜北渡长江。至此李人林支队离开鄂西北后持续战斗七个月。张、李部乘虚挺进远安县及南漳县的鄂西北，5月22日在南漳县西南的偏头岩，与罗厚福、吴昌炽坚持鄂西北已经集中了四五百人的部队会合。又将鄂西北各小股游击队、地方工作人员及休养人员收上来一二百人，整编为第二支队。游击纵队司令员兼政委张才千，副司令员罗厚福，副政委李人林，参谋长吴昌炽。下辖一、二、四共三个支队（团），约二千多人。5月26日上午到达谷城以南之庙滩冒雨渡过汉水，主动撤离鄂西北，进入鄂豫边的桐柏山区活动。6月3日，突然向东疾进，从确山、信阳之间越平汉铁路，向黄泛区疾进。6月12日，在睢县平岗与豫皖苏军区司令员张国华的部队会师。第四团原是水西八团，1944年秋从豫东挺进豫西时是2700余人的大团，经过中原突围、转战大江南北歼敌不下2000人，北返时尚保持1400余人的团建制，但当初南下时的排连营团老骨干只剩下15人且都负过一两次伤。经过短期休整补充，游击纵队奉命改编为中原独立旅，旅长兼政委张才千，副旅长罗厚福，副政委兼政治部主任李人林，下辖一团、四团（团长王定烈）。1947年6月24日，豫皖苏军区独立旅（旅长金绍山）和中原独立旅由太和原墙集出发，渡过沙河，当夜进抵阜阳近郊。6月25日拂晓，中原独立旅仅有的两个团分别攻打阜阳南门、东门；豫皖苏军区独立旅34团攻打北门，35团攻打西门。阜阳县大队配合战斗。此战歼敌150多人，缴获步枪56支和其他一批军用物资。此为阜阳第一次解放。中原独立旅自1946年6月从中原突围后，一直无补给艰苦转战，身无完衣，衣不蔽体，逮着什么穿什么，甚至不得已穿花衣、赤脚行军。这次在阜阳缴获2万套黄颜色的军服，彻底解决了穿衣问题。1947年6月30日，刘邓大军强渡黄河，发动鲁西南战役。围剿豫皖苏的正规军纷纷北调与刘邓大军作战，留在豫皖苏的只剩下整编第64旅、保安团及土顽武装。为配合刘邓大军在鲁西南作战，豫皖苏部队与中原独立旅冒着酷暑连续作战，7月上旬连克亳县、太和、鹿邑、扶沟、西华、鄢陵、柘城等7座县城。1947年7月23日夜，中原独立旅发起对周口的进攻，“当时周口以中间的沙颍河为界限，分为南北两个镇，其中北镇驻扎国民党交警十七总队两个大队1000多人，配有火箭筒、汤姆式冲锋枪等美式装备，但南镇只有地方保安队200多人，较为薄弱。”解放军先对南镇发起攻击，保安队稍加抵抗便弃城而逃；7月24日深夜，中原独立旅第四团从康湾一带出发，冒着倾盆大雨涉水而行，向北镇发起攻击，同时豫皖苏独立旅在南镇桥头配合攻击。交警总队残部退守至周口关帝庙内，当夜全歼敌千余人。中原独立旅随后到柘城玄武镇休整。8月16日，野战军首长刘、邓、李达3人驱车到此接见了张国华、张才千、李人林等，通报了挺进大别山计划。刘伯承说中原独立旅辛苦了，就走中间吧！张才千回答：“不走中间。要嘛走前面，要嘛走后面！”刘伯承决定：“你们单独行动惯了，那就去破坏铁路吧！”晋冀鲁豫野战军参谋长李达布置中原独立旅炸毁平汉铁路西平铁桥，阻碍国军铁路运输南下追击刘邓大军。完成任务后，1947年8月下旬中原独立旅在河南柘城玄武镇隶属晋冀鲁豫野战军第一纵队指挥，担任刘邓大军右翼战略牵制任务。中原独立旅由项城县北的新站强渡沙河，经上蔡县北的东洪桥、塔桥一带，把部队分成多路，冒称团以上番号，过平汉铁路直奔嵖岈山地区。沿途散发传单，沿途破坏铁路，炸毁桥梁，袭击据点，大肆宣传要打回伏牛山、桐柏山。牵制国军5个旅的兵力布防堵击。8月27日,刘邓电令中原独立旅东进占领礼山（今大悟）、宣化店地区，逼近平汉铁路线活动。8月29日晚,中原独立旅第4团前卫四连从信阳南柳林车站附近东越平汉铁路，察知整编52师33旅99团第2营北上刚到罗山县朱堂店宿营。中原独立旅第4团第2、3营夜战、近战突袭约1小时，全歼这个加强营。1947年8月底，刘邓大军实现了千里跃进大别山后，把主力摆在大别山北麓的商城、光山、罗山之间，一面牵制敌人，一面向皖西鄂东展开，先后解放县城23个,歼敌6000余人。尾随南下的国军23个旅压过淮河，寻机与刘邓大军主力决战。9月10日，中原独立旅进驻光山县砖桥地区休整待命。9月下旬，国军6个整编师企图合击光山、商城、经扶地区，歼灭刘邓大军野司。刘邓决定分两路向南转移，第三纵队为东路向皖西运动，刘邓亲率第一、二、六纵队主力及中原独立旅为西路，出鄂东、再到皖西，一面寻机歼敌，一面就地解决冬衣问题。10月1日中原独立旅为先锋和第一纵队第20旅第59团打下经扶、黄安两个县城，进逼黄陂，在河口与国军遭遇。中原独立旅主动转移，随野战军主力抵九江对岸，刘邓大军控制150余公里的长江北岸。10月30日，中原独立旅抵浠水县竹瓦店。国军急调海军第二舰队封锁长江。野战军在浠水东南的高山铺地区伏击围追的整编40师及整82旅，歼1.26万人。中原独立旅在高山铺战斗俘虏300多人。战后在洗马畈附近靠近野司休整了一个月，执行“两忆三查”新式整军，补充吸收1800多名解放战士。
1947年12月，任江汉军区第三（襄南）军分区司令员（地委书记兼分区政委杨殿魁、副司令员钟春林、张水泉兼参谋长，副政委罗通，政治部主任张难，专员张旺午，副专员阎钧），率领中原独立旅第一团（1200余人）和干部大队（300余人）挺进襄南，率部从大悟山出发，直扑天门之皂市，然后从岳口渡汉江顺利占领潜江县城，先后扫清了沔阳、潜江、江陵等十余个敌乡保武装，直逼长江沿岸，给荆沙敌主力以极大的威慑，使军分区和各县指战员士气大振。1948年2月至10月，华中剿总白崇禧发动了对襄南解放区的四次清剿，李人林指挥军分区部队内线防御，外线牵制运动战，歼敌近万人。1949年1月14日，李人林调任江汉军区独立第一旅旅长，参加指挥了荆门战役和花（园）西战斗，解放近十座县城。1949年7月调任湖北军区独立第二师政委，参加湖北省最后待解放的鄂西南的系列战斗。11月7日解放恩施后，独立二师改编为恩施军分区，2个团分散到8个县建军建政，出任恩施地委书记、恩施军分区政委。　
1950年3月任起义部队第51军副军长、湖北军区政治部副主任、代理政治部主任。1951年5月，调任中国人民志愿军第四十七军政委，参加抗美援朝第五次战役。1952年10月任华北军区炮兵政委、1955年随部队改为北京军区炮兵政委，1955年9月被授予炮兵少将军衔。荣获三级八一勋章，一级独立自由勋章，一级解放勋章。1961年就读高等军事学院。
1964年8月任中央工交政治部副主任，参与领导国家大型基础工业的建设。1973年5月23日恢复工作任国家测绘总局筹建小组组长、国家建委党的核心领导小组成员。推动了由国家局办测绘改为各省组建测绘局承担本地区的测绘任务。后任国家建委副主任。1974年5月，受命主持基建工程兵整编办公室的日常工作。制定下发了《关于基建工程兵领导关系的几项暂行规定》，正式制定了“劳武结合，能工能战，以工为主”的部队建设方针。相继改编、组建了特种地质矿冶部队、水文地质普查部队、交通部队、战备通信基建部队、黄金部队等，增建了10个支队（师级）。1975年1月任中国人民解放军基建工程兵办公室主任，1978年1月扯成立基建工程兵兵部，1978年10月被任命为基建工程兵主任、党委书记（政委、党委第一书记为谷牧）。建制部队有冶金、煤炭、水电、二机、北京、石化、交通、水文、黄金、通讯等10个军级指挥部和五机、七机两个师级兵办。到1979年底，基建工程兵鼎盛时期共有32个支队(师)、5所技术学校(师)、156个团，总兵力达49．6万人，成为一支遍布全国25个省、市、自治区的多种专业的综合施工部队。国家财政单列户头，实行独立经济核算。
1988年被授予一级红星功勋荣誉章。中共八大、十一大、十二大代表。第三届、第五届全国人大代表。全国政协第六、七届常委。在总政治部白石桥干管处离休。
1995年3月24日，在解放军总医院逝世。1995年5月18日李人林将军遗体告别仪式在北京八宝山革命公墓举行。按照骨灰回家乡安葬的遗愿，经中央军委批准，1995年8月28日，在黄潭镇幺屋台母亲吴先英墓旁举行骨灰安葬仪式。

## 家人
夫人邓启群